# Charles Toussaint

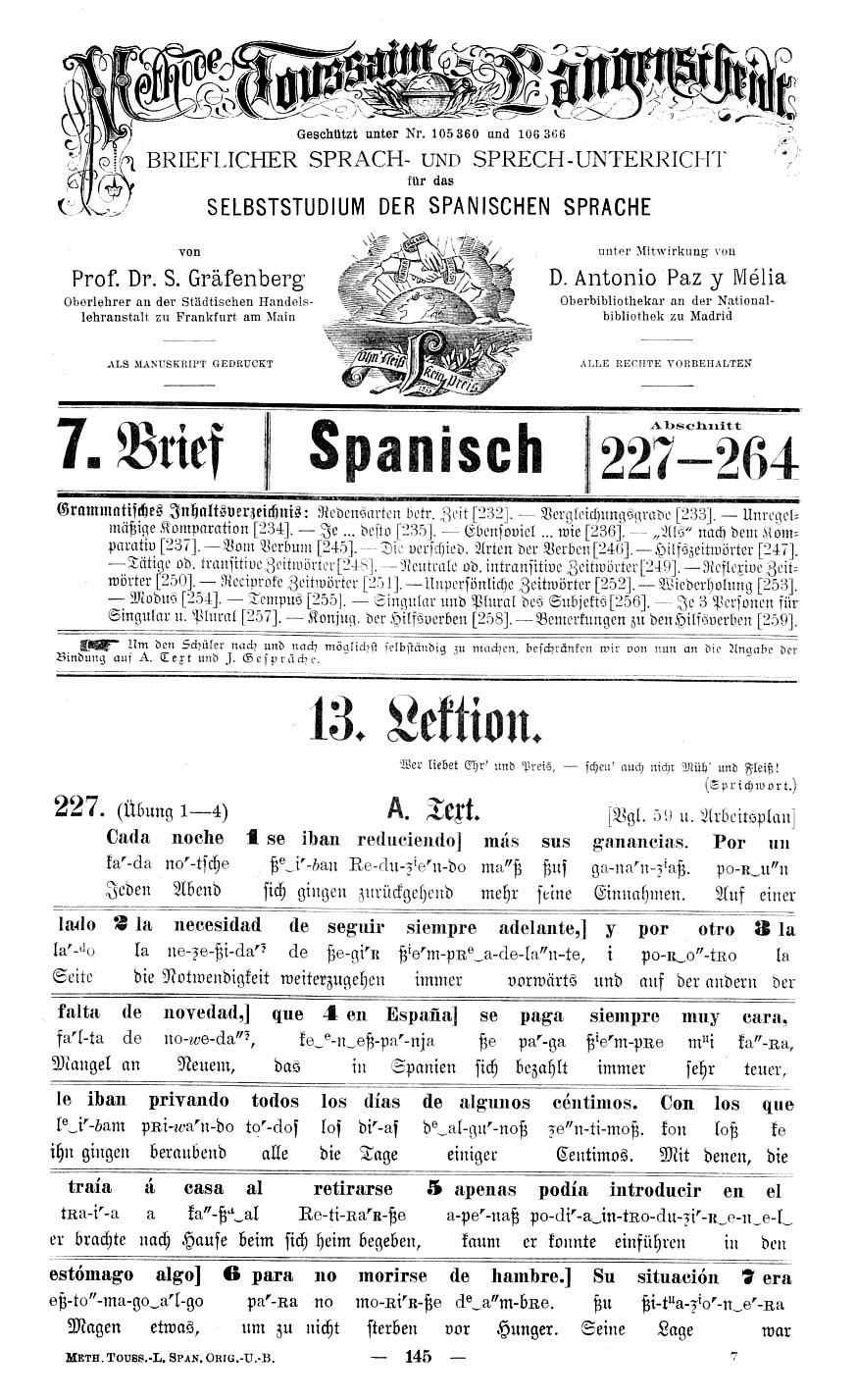
Beispieltitelblatt eines Sprachlernbriefs für Spanisch, Methode Toussaint-Langenscheidt

Charles Toussaint (* 6. Dezember 1813 in Nancy; † 17. Oktober 1877 in Berlin) war ein französischer Sprachlehrer.
Toussaint unterrichtete zunächst am Gymnasium Mitau, dem heutigen Jelgava in Lettland, und ließ sich dann als Sprachlehrer in Berlin nieder. 1854 bis 1856 entwickelte er gemeinsam mit Gustav Langenscheidt die nach beiden Verfassern benannten Sprachlernbriefe nach der Methode Toussaint-Langenscheidt. Die Selbstlernkurse, die zunächst für Französisch (1856) und Englisch (1861), danach für zahlreiche weitere Sprachen erschienen, sind die Keimzelle der 1856 gegründeten Langenscheidt-Verlagsgruppe.

## Werke
- Brieflicher Sprach- und Sprechunterricht für das Selbststudium der französischen Sprache, Langenscheidt-Verlag, 1856

| Personendaten    | Personendaten              |
| ---------------- | -------------------------- |
| NAME             | Toussaint, Charles         |
| KURZBESCHREIBUNG | französischer Sprachlehrer |
| GEBURTSDATUM     | 6. Dezember 1813           |
| GEBURTSORT       | Nancy                      |
| STERBEDATUM      | 17. Oktober 1877           |
| STERBEORT        | Berlin                     |